# جيمس كاميرون تودور
جيمس كاميرون تودور (بالإنجليزية: James Cameron Tudor)‏ هو دبلوماسي وسياسي باربادوسي، ولد في 18 أكتوبر 1919 بأبرشية سانت مايكل في باربادوس، وتوفي في 9 يوليو 1995 ببريدج تاون في باربادوس.